# Jorge da Silva
Jorge da Silva, född 4 januari 1966, är en friidrottare från Brasilien. Han deltog vid olympiska sommarspelen 1988 och olympiska sommarspelen 1992.